# Eugénie Tshiela Kamba
Eugénie Tshiela Kamba est une femme politique de la république démocratique du Congo née le 20 janvier 1962 à Kananga (RDCongo). Elle est vice-ministre de l'Intérieur , dans le gouvernement Suminwa.

## Biographie
Engagée pour le développement et la pacification de sa région, elle a soutenu le programme d’urgence des 100 jours du président Félix Tshisekedi, saluant son impact sur le Kasaï-Central lors d’une interview du 3 mars 2019. Elle a également appuyé l’éradication des poches de résistance des miliciens de Kamuina Nsapu et leur réinsertion sociale, tout en soutenant la relance de projets clés comme le barrage hydroélectrique de Katende et la réhabilitation des routes majeures, essentielles pour le désenclavement et les échanges commerciaux, notamment avec l'Angola. Eugénie Tshiela Kamba est une figure influente, dédiée à la paix et au développement socio-économique de sa province.
En 2021, elle a joué un rôle discret mais essentiel, convaincant de nombreux élus de rejoindre le camp présidentiel. Depuis le dépôt des pétitions contre le bureau Mabunda en décembre 2020, elle a fait preuve d'une détermination sans faille pour soutenir la vision de Félix Tshisekedi et renforcer sa majorité parlementaire. Femme de stratégie, elle continue d'apporter sa contribution à la consolidation du projet politique du président Tshisekedi.
En mars 2022, à l’occasion du mois de la femme, elle a appelé les femmes de sa province à se mobiliser pour soutenir la réélection du président Tshisekedi en 2023, soulignant l'importance de leur rôle dans la construction du pays.